# Emerson (Arkansas)
Emerson – miasto w Stanach Zjednoczonych, w stanie Arkansas, w hrabstwie Columbia.